# Continental XI-1430
Der Continental XI-1430 Hyper Engine (oft bezeichnet als IV-1430) war ein wassergekühlter Flugzeugmotor, der in den Vereinigten Staaten in Kooperation des US Army Air Corps und Continental Motors entwickelt wurde. Offiziell war der Motor das Ergebnis des Projekts „Hyper Engine“, das 1932 begonnen hatte. Die „Hyper Engine“ wurde nie in größeren Stückzahlen gebaut, da sie keinem der verfügbaren Motoren überlegen war. Im Jahr 1939 wurde der I-1430-3 als Antrieb für die Curtiss XP-55, ein für die damalige Zeit außergewöhnliches Kampfflugzeug in Pusher-Konfiguration ausgewählt, das jedoch nie in Produktion ging.

## Entwicklung
In den späten 1920er Jahren verfasste Harry Ricardo ein Papier über die Konstruktion von Hülsenschiebern, das das US Army Air Corps zur Entwicklung der Hyper Engine anregte. Ricardo behauptete, es sei unmöglich, mit einem Tellerventilmotor eine Leistung von einem PS pro Kubikzoll Hubraum zu erreichen. Das Ingenieursteam des USAAC in Wright Field entschied sich dazu, diese Behauptung zu widerlegen. Der I-1430 war das Ergebnis des Versuchs, einen Hochleistungszylinder mit konventionellen Tellerventilen zu bauen. Die Ingenieure, angeführt von Sam Heron, verwendeten verschiedene Techniken, um die Maximaldrehzahl zu erhöhen. Dies war der Schlüssel zur Erhöhung der Leistung ohne Vergrößerung des Hubraums.
Das USAAC wollte sehr große Bomber konstruieren und benötigte in die Tragflächen versenkte Motoren, um die Aerodynamik zu verbessern. Aufgrund dieser Anforderung entwickelten die Ingenieure einen Zwölfzylinderboxermotor mit Einzelzylindern. Obwohl diese Art der Konstruktion mit Zylindern, die getrennt voneinander und vom Kurbelgehäuse angeordnet sind, bei wassergekühlten Sechszylinderreihenmotoren der Mittelmächte während des Ersten Weltkriegs – wie etwa dem Mercedes D III – gebräuchlich und mit dem Liberty L-12 der Alliierten sehr erfolgreich war, wurde sie doch bereits von Monoblockmotoren mit einem Motorblock, der Zylinder und Kurbelgehäuse vereinte, abgelöst, da dies stabilere Konstruktionen mit höheren Leistungen erlaubte.
Das USAAC plante einen Motor mit circa zwanzig Litern Hubraum in der Hoffnung, ein kleinerer Motor würde den Luftwiderstand reduzieren und so die Reichweite erhöhen. Im Jahr 1932 bewegten die Anstrengungen des USAAC die US-Army dazu, einen Vertrag für die Entwicklung des Motors mit Continental Motors zu unterzeichnen, wobei der Vertrag die Beteiligung von Continental auf Bau und Tests beschränkte, was die Entwicklung und Konstruktion der US-Army überließ.
Dem „Hyper No. 1“ wurde ein zweiter Zylinder zur Evaluierung eines Zwölfzylinderboxermotors hinzugefügt. Nach Testläufen dieser Maschine mit verschiedenen Kombinationen von Bohrung und Hub stellte sich heraus, dass die hohen Kühlmitteltemperaturen, die nötig waren, um die hohe Leistung zu halten, nicht praktikabel waren. Daraufhin wurde ein weiterer Hochleistungseinzylindermotor mit niedrigeren Betriebsparametern konstruiert. Dieser Einzylindermotor wurde als „Hyper No. 2“ bezeichnet und als Testmotor für die Entwicklung der Zylinder für den späteren Continental O-1430 verwendet –„O“ steht für „opposed“ (Boxer). Die Entwicklung dauerte zehn Jahre während derer die Konstruktion von einem stehenden V-12 zu einem hängenden V-12 geändert wurde, bevor der Motor zuverlässig genug war, um ihn als Continental I-1430 im Jahr 1943 in Produktion gehen zu lassen.
Während der langen Entwicklungszeit begann das Interesse am Konzept des in die Tragfläche integrierbaren Motors zu schwinden. Verbesserungen der Aerodynamik von konventionellen Triebwerken, speziell mittels der NACA-Haube, beseitigten die Notwendigkeit eines versenkbaren Triebwerks zur Steigerung der Leistungsfähigkeit. Zusätzlich führte die beginnende Produktion von Bomberkonstruktionen wie der B-17, die mit Sternmotoren angetrieben wurden dazu, dass die Notwendigkeit für neue Bomberkonstruktionen weniger dringlich wurde und die US-Army ihre Aufmerksamkeit neuen Jagdmaschinen zuwandte. Für diese Anwendung war der O-1430 jedoch nicht nützlich und Continental änderte die Konstruktion in den V-12-Motor I-1430.

## Konstruktion
Der I-1430 verfügt über Zylinder mit halbkugelförmigen Brennkammern und – wie der Junkers Jumo 211 von 1936 – zwei Auslassventile, wobei der I-1430 mit natriumgefüllten Auslassventilen ausgestattet ist. Obwohl die getrennten Zylinder beibehalten wurden, erlaubte die Änderung der Konstruktion in ein V-Design, die einzelnen Zylinderköpfe aus einem Guss herzustellen. Die Montage eines Y-förmigen Blechs als Abdeckung des Nockenwellenantriebs an jedem Ende verbesserte die Formsteifigkeit. Continental baute den ersten I-1430-Motor im Jahr 1938 und führte den ersten erfolgreichen Testlauf 1939 durch. Mit einer Leistung von mindestens 1.300 PS (956 kW) aus 23 Litern Hubraum war der Motor zu seiner Zeit sehr konkurrenzfähig. Der zur gleichen Zeit angebotene Rolls-Royce Merlin leistete circa 1.000 PS (735 kW) bei einem Hubraum von 27 Litern. Der Daimler-Benz DB 601 – Konkurrent des Junkers Jumo 211 mit 35 Litern Hubraum – leistete mit 1.100 PS (809 kW) etwas mehr, war aber mit 33 Litern Hubraum wesentlich größer. Von diesem Motor wurden um die 19.000 Einheiten in verschiedenen Versionen verkauft.
Während der Motor für seinen Hubraum über eine außergewöhnlich hohe Leistung verfügte, war wohl das Gewicht ein Grund dafür, dass er nicht in die Serienproduktion ging. Sowohl der Rolls-Royce Merlin V-1650 als auch der Allison V-1710, die beide ähnliche Leistungen erzeugten, wurden in Serie hergestellt. Beide Triebwerke verfügten jedoch über ein besseres Leistungsgewicht. Der V-1710 war mit 1.395 lb (633 kg) 385 lb (175 kg) leichter als der I-1430 mit einem Leistungs/Gewichtsverhältnis von 1,05. Der Merlin V-1650 wog mit 1.640 lb (744 kg) 25 lb (11 kg) mehr als der kleinere und unerprobte Continentalmotor, verfügte aber in etwa über das gleiche Leistungsgewicht. Daher schien es nicht so als ob der XI-1430 die Lösung für irgendein signifikantes Problem wäre. Es dauerte bis 1943, bis der IV-1430 mit 1.600 PS (1.177 kW) in der Lockheed XP-49, einer veränderten Version der P-38 Lightning, umfangreich getestet wurde. Er sollte ebenfalls in der Bell XP-76 erprobt, die aber nie in Serie gebaut wurde. Im Jahr 1944 wurde der Motor auch in der McDonnell XP-67 getestet.
Bis dahin war das Interesse an dem Motor stark zurückgegangen, denn Kolbenmotoren mit gleicher oder höherer Leistung waren problemlos verfügbar. Der Merlin zum Beispiel war stark verbessert worden und leistete mindestens 1.500 PS (1.103 kW). Des Weiteren konzentrierten sich US-Militär und Flugzeughersteller bereits auf Turbinentriebwerke.
Vom I-1430 wurden lediglich 23 Einheiten ausgeliefert und später in XI-1430 umbenannt, um den rein experimentellen Einsatz zu kennzeichnen.
Der XH-2860 – ein H-Motor mit 24 Zylindern – wurde auf Basis des XI-1430 entwickelt, aber vermutlich nie gebaut.